# Королівська гра Ура
Королівська гра У́ра (також знана як Гра двадцяти клітинок) — настільна стратегічна гра для двох гравців, в яку грали у стародавній Месопотамії в третьому тисячолітті до н. е. Гра була популярна на Близькому Сході серед усіх соціальних прошарків, а дошки для гри були знайдені у таких віддалених від Месопотамії місцях як Крит і Шрі-Ланка. Гра Ура залишалася популярною до пізньої античності. Можливо, вона еволюціонувала у ранню форму нард або ж була ними витіснена. Згодом гру забули майже всюди, крім індійського міста Кочі, де єврейська спільнота продовжувала грати в подібну гру аж до 1950-х років, коли євреї почали емігрувати до Ізраїлю.
Свою назву «Гра У́ра» отримала тому, що вперше була відкрита англійським археологом Леонардом Вуллі під час його розкопок на Королівському некрополі в Урі між 1922 і 1934 роками. Копії гри були відтоді знайдені іншими археологами на Близькому Сході. Правила гри Ура в тому вигляді, в якому вони існували у 2 ст. до н. е., частково збереглися на вавилонській глиняній табличці, написаній писарем Ітті-Мардук-балату. На основі цієї таблички та форми дошки куратор Британського музею Ірвінг Фінкель реконструював ймовірні базові правила гри. Мета гри полягає в тому, щоб пробігти по дошці всіма своїми фішками випередивши суперника. Як і сучасні нарди, гра поєднує в собі елементи як стратегії, так і удачі.

## Історія
Гра Ура була популярною довкола всього Близького Сходу. Гральні дошки для неї були знайдені в Ірані, Сирії, Єгипті, Лівані, Шрі-Ланці, на Кіпрі та на Криті. Гра Ура була популярна серед усіх соціальних верств. Дошки для гри, що датуються бл. 2600 роком до н. е., були також знайдені у стародавньому індійському місті Дхолавіра, нинішній Гуджарат, а також у Мохенджо-Даро, нинішній Пакистан. На думку Ірвінга Фінкеля, гра виникла саме в Індській цивілізації і була запозичена шумерами.

### Початковий шумерський варіант

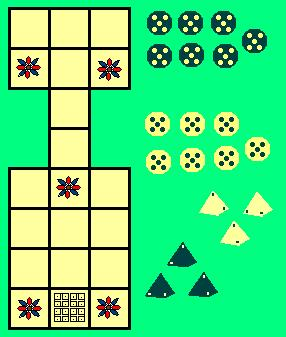
Діаграма гри знайденої у місті Ур разом з фішками і «кубиками»

Класична шумерська версія гри, яка дала їй назву, датується серединою 3 тисячоліття до н. е. (за давнішою версією — бл. 3000 роком до н. е.).
Британський археолог сер Леонард Вуллі виявив п'ять ігрових дощок під час розкопок Королівського некрополя в Урі між 1922 і 1934 роками. Одна з дощок була виявлена в усипальниці цариці Пуабі. Через таке місце виявлення, гра стала знана як «Королівська гра Ура», проте пізніше археологи виявили й інші копії гри з інших місць на Близькому Сході. П'ять дощок виявлених Вуллі були одного типу, але виготовлені з різних матеріалів і мали різне оздоблення. Вуллі опублікував зображення двох із цих дощок 1934 року в археологічному звіті та відтворив у своїй книзі 1949 року «Перші фази». Ці дошки були прикрашені дисками із морських мушель, інкрустовані червоним вапняком і афганським лазуритом. На інших ігрових дошках було часто вигравіювано зображення тварин.
У шумерів Королівська гра Ура з часом набула забобонного значення і використовувалася для ворожіння. Глиняна табличка Ітті-Мардук-балату дає загальні прогнози щодо майбутнього гравців, якщо вони потраплять на певні клітинки. Наприклад, «Ти знайдеш друга», «Ти станеш сильним, як лев», або «В тебе вийде чудове пиво». Люди бачили зв'язок між успіхом гравця у грі та його успіхом у реальному житті. Випадкові події у грі інтерпретувалися як повідомлення від богів, душ померлих предків або від власної душі.

### Розгорнутий варіант
Починаючи з середини 2 тисячоліття до н. е., у час Нового царства, на території Стародавнього Єгипту з'являється «розгорнута» версія Королівської гри Ура (яка також відома під назвою Тау). У цій версії гри група клітинок на меншому кінці дошки була розгорнута в один довгий «хвостик» завдовжки 8 клітинок. Загальна кількість клітинок залишалася тою самою, а розмір дошки став 3×12 клітинок. Водночас розетки було збережено із раннішої версії гри і правила гри, ймовірно, залишалися подібними.
Чотири такі дошки знайдено у гробниці Тутанхамона. Ці дошки містили невеличкі шухлядки для зберігання кубиків та фішок, багато з них мали дошку для єгипетської гри сенет на зворотному боці.
У якийсь момент до того, як гра втратила популярність на Близькому Сході, цей розгорнутий варіант гри був, ймовірно, завезений до індійського міста Кочі групою єврейських купців. Представники єврейського населення Кочі все ще грали у впізнавану форму гри Ура, яку вони називали Ааша, у той час, коли вони почали емігрувати до Ізраїлю в 1950-х роках після Другої світової війни. Ця версія гри також мала двадцять клітинок, але кожен гравець мав дванадцять фішок, а не сім, і розташування клітинок було дещо іншим: хвостик дошки скоротився на дві клітинки, так що загальний розмір дошки став 3×10 клітинок.
Невідомо, що призвело до забуття Королівської гри Ура під час пізньої античності. За однією з версій, вона еволюціонувала в нарди; інша стверджує, що ранні форми нард витіснили гру Ура за популярністю, змусивши гравців зрештою забути про старішу гру.

«Розгорнута» версія гри, бл. 1500 року до н. е.
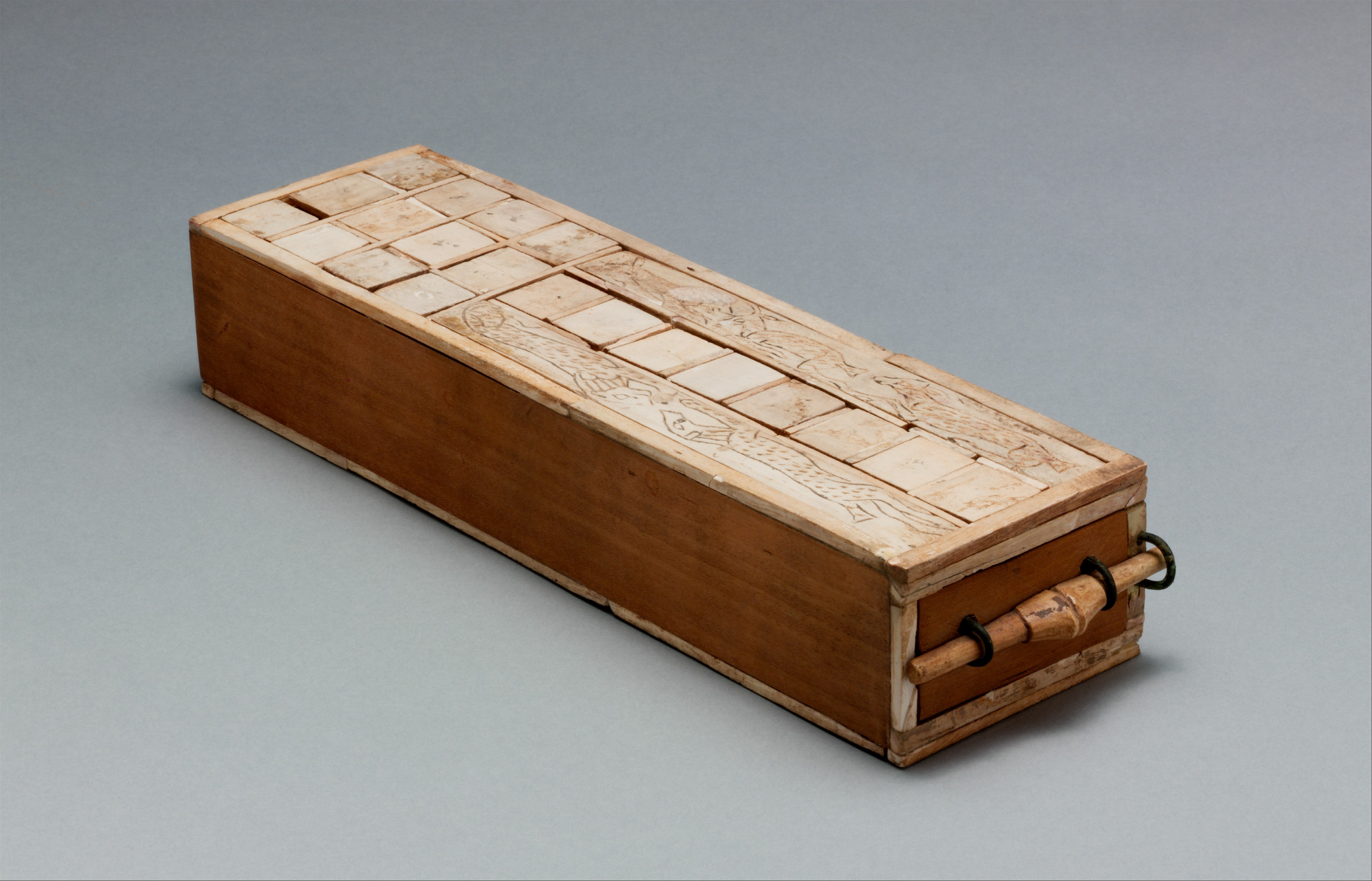
Набір для гри в 20 клітинок, а також в єгипетський сенет, 1635—1458 до н. е.
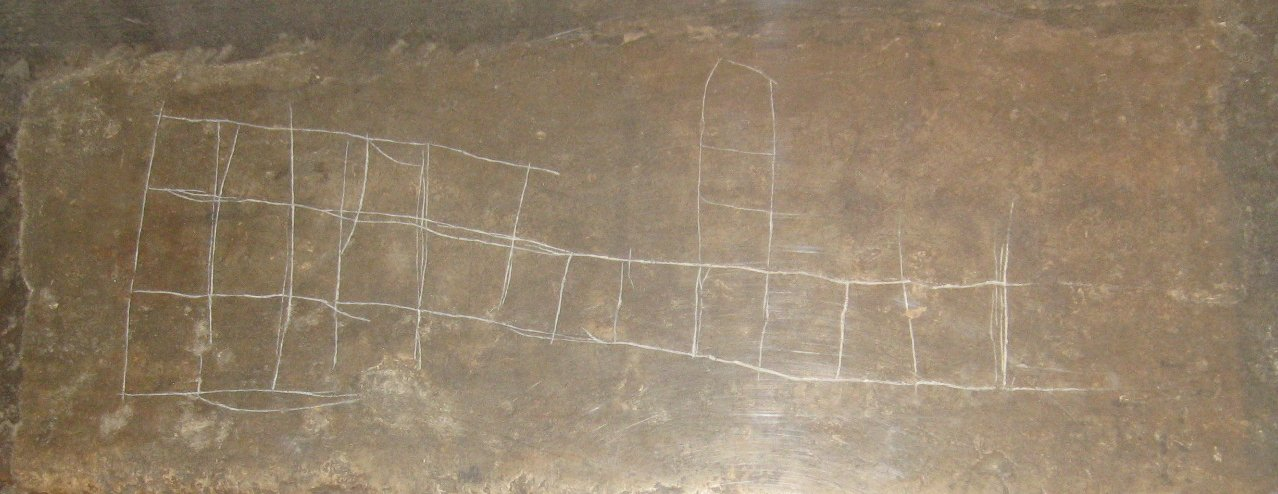
Графіті гри з палацу Саргона II (Британський музей у Лондоні)

## Ігровий процес

### Реконструкція
Правила королівської гри Ура були загадкою протягом десятиліть після її відкриття. Лише у 1980-х роках Ірвінг Фінкель, куратор Британського музею, переклав глиняну табличку, написану бл. 177 р. до н. е. вавилонським писарем Ітті-Мардук-балату, на якій були описані правила гри того періоду. Табличка була написана на основі раннішого опису правил іншим писарем, на ім'я Іддін-Бел. Ця табличка була написана в останні роки вавилонської цивілізації, задовго після того, коли гру винайшли. Табличку виявлено 1880 року на руїнах Вавилона і продано Британському музею. Фінкель також використав фотографії іншої таблички з описом правил, яка була в особистій колекції графа Аймара де Лідекерке-Бофорта, але була знищена під час Першої світової війни. Ця друга табличка не була датована, але археологи вважають, що вона була написана на кілька століть раніше, ніж табличка Ітті-Мардук-балату, і походила з міста Урук. На звороті обох табличок зображені схеми ігрової дошки, чітко вказуючи гру, яку вони описують. Виходячи з цих правил і форми ігрової дошки, Фінкель зміг реконструювати правила, за якими в неї могли грати.

### Базові правила
Гра Ура це гра перегонів і, ймовірно, є прямим предком сучасних нард. У грі Ура використовуються два набори із семи фішок, схожих на шашки. Один набір фішок білий із п'ятьма чорними цятками, а інший набір чорний із п'ятьма білими цятками. Ігрове поле складається із двох прямокутників розбитих на клітинки і з'єднаних між собою «мостом» із двох клітинок. Один прямокутник містить три ряди по чотири клітинки, а інший — три ряди по дві клітинки. Ці прямокутники з'єднані «мостом» посередині, так що загальна форма дошки 3 на 8 клітинок. Ігровий процес включає елементи як удачі, так і стратегії. Кількість кроків визначається киданням тетраедричних «кубиків». Два з чотирьох кутів кожного тетраедра позначені, а два інших — ні, що дає кожному кубику рівний шанс приземлитися позначеною або непозначеною вершиною догори. Кількість позначених вершин, звернених догори після кидання кубиків, вказує на кількість клітинок, на яку гравець може перемістити свою фішку протягом свого ходу. Одна гра може тривати до пів години й може бути дуже напруженою. Результат гри часто буває непередбачуваним.
Метою у грі є те, аби першим провести усі свої сім фішок уздовж маршруту по дошці. На всіх збережених ігрових дошках обидві сторони дошки завжди ідентичні, що вказує на те, що сторони належали одному з гравців. Коли фішка знаходиться на одній з власних (ближчих до гравця) клітинок, вона захищена від захоплення, але, коли вона знаходиться на одній з восьми клітинок посередині дошки, фішки суперника можуть захопити її, приземлившись на ту саму клітинку. «Захоплена» фішка збивається з дошки і має почати проходження маршруту від самого початку. Це означає, що є шість «безпечних» клітинок (для кожного гравця) і вісім клітинок для поля битви. На одній клітинці ніколи не може бути більше однієї фішки, тому наявність надто великої кількості фішок на дошці одночасно може перешкоджати мобільності гравця.
Коли гравець кидає кості й отримує число, він може обрати або перемістити будь-яку зі своїх фішок на дошці, або додати нову фішку на дошку, якщо у нього все ще є фішки, які не увійшли в гру. Гравець не зобов'язаний захоплювати фішку щоразу, коли є така можливість. З усім тим, гравці зобов'язані ходити фішкою, коли це можливо, навіть якщо це призведе до несприятливого результату. Усі збережені ігрові дошки мають кольорову розетку посередині центрального ряду. Згідно з реконструкцією Фінкеля, якщо фішка знаходиться на клітинці з розеткою, вона захищена від захоплення. Фінкель також вважає, що коли фішка потрапляє на будь-яку з трьох розеток, гравець отримує додатковий хід. Щоб зняти фішку з дошки, гравець повинен викинути рівно таке число, скільки кроків залишилось до останньої клітинки плюс один. Якщо гравець викидає число вище цього числа, такою фішкою ходити не можна.

### Азартна версія гри
Під час однієї археологічної розкопки виявили 21 білу кульку разом із набором гри Ура. За версією археологів, ці кульки, ймовірно, використовувалися для того, щоб робити ставки (як жетони). Згідно із записом Ітті-Мардук-балату, щоразу, коли гравець пропускає одну з клітинок, позначених розеткою, він повинен покласти жетон у горщик. Якщо ж гравець потрапляє на розетку, він може взяти жетон із горщика.

## Варіації

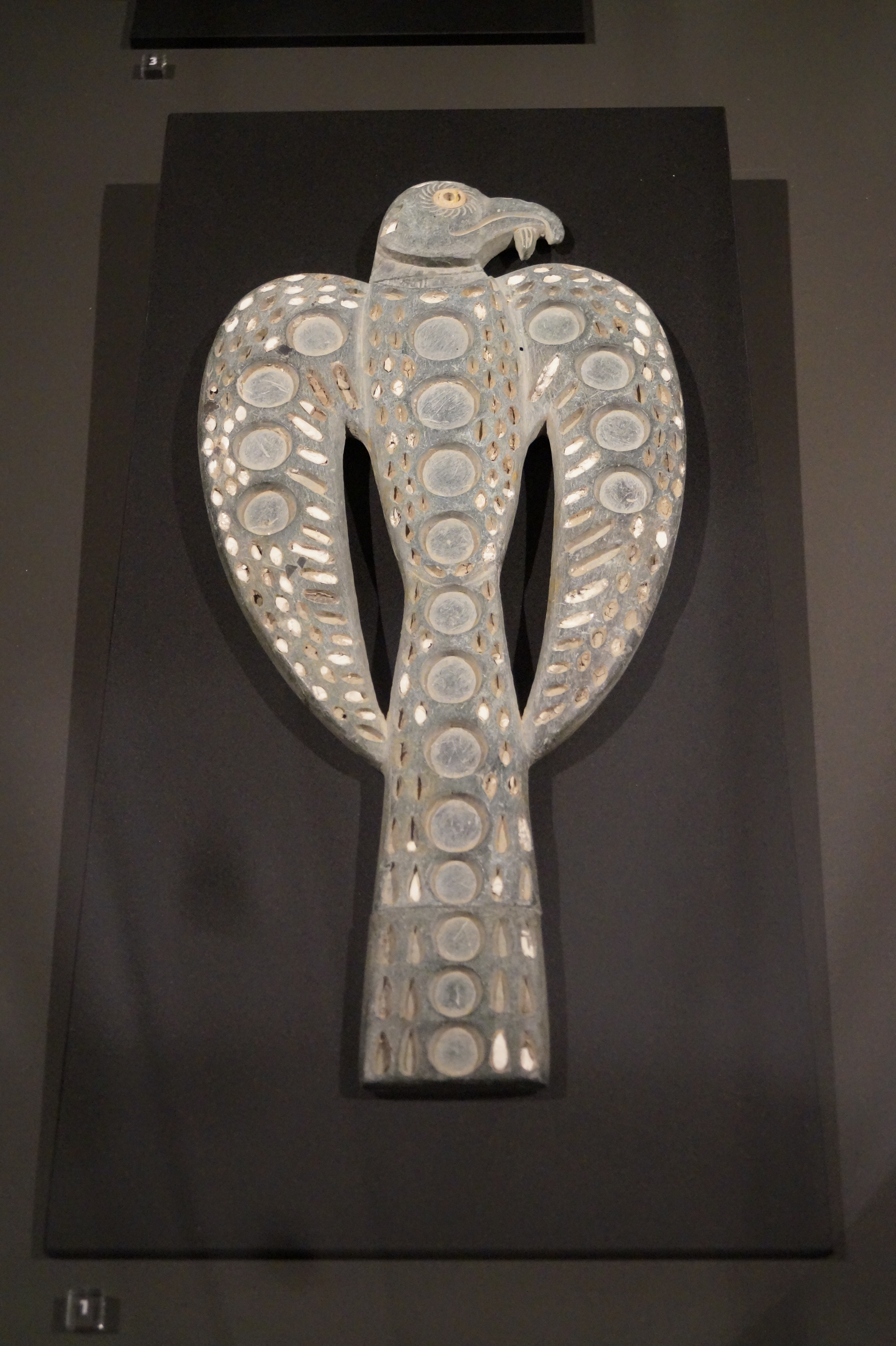
Джирофтська гра 20 клітинок, 2900—2300 рр. до н. е.

### Варіант із Шахрі-Сухте
У 1970-х роках набір для гри було знайдено на сході Ірану під час розкопок цвинтаря у стародавньому місті Шахрі-Сухте. Набір виявлено у могилі № 731, що датується бл. 2300 роком до н. е. Попри те, що ігрова дошка мала ту саму форму (3×8 клітинок), що і дошка з міста Ур, ця гра мала декілька відмінностей. Так, замість однакових фішок, набір для гри мав фігури різних форм, що вказує на можливе використання правил дещо подібних до шахів. Також замість чотиригранних «кубиків» набір мав чотири паралелепіпедальні кісточки, кожна довга грань котрих була позначена від 1 до 4.

### Джирофтські ігри
У джирофтській культурі, що існувала на південному сході сучасного Ірану у 3 тисячолітті до н. е., існувала настільна гра подібна до єгипетської гри на 20 клітинок. На джирофтських гральних дошках клітинки розташовані так само симетрично й у три ряди. Однак загальна кількість клітинок могла бути меншою за 20.
Джирофтські гральні дошки часто мали вигляд тварин чи казкових істот і датуються початком чи серединою 3 тисячоліття до н. е. Таким чином, вони передували Королівській грі Ура із Шахрі-Сухте і могли передувати шумерській версії гри загалом. Проте правила джирофтських ігор невідомі.